# Боуэри, Джордан
Джордан Натаниэль Боуэри (англ. Jordan Nathaniel Bowery; 2 июля 1991, Ноттингем, Англия) — английский и сент-китский футболист, защитник и нападающий клуба «Мансфилд Таун» и сборной Сен-Китса и Невиса.

## Карьера

### Клубная
Начинал заниматься футболом в системе «Дерби Каунти», но затем перешел «Честерфилд», в котором он дебютировал на взрослом уровне.
В августе 2012 года перешел в «Астон Виллу», за который Боуэри провел 19 матчей в английской Премьер-Лиге. Уходил в аренду в «Донкастер Роверс» из Чемпионшипа.
Летом за 160 тысяч фунтов стерлингов был выкуплен клубом «Ротерем Юнайтед», в составе которого Боуэри провел еще два сезона в Чемпионшипе. Затем он стал выступать в коллективах низших английских лиг. С 2020 года является игроком «Мансфилд Тауна», с которым в 2025 году он подписал новый однолетний контракт.
Начинал свою карьеру нападающим, но затем переквалифицировался в защитника.

### В сборной
Отец Джордана Берт (род. 1954) уроженец Сент-Китс и Невиса. В качестве футболиста играл в США и Англии. За счет его корней Боуэри имел возможность выступать за сборную островной страны. 2 июня 2025 года он дебютировал за Сент-Китс и Невис в матче отборочного турнира ЧМ-2026 против Тринидада и Тобаго (2:6).